# Lycoriella subterranea
Lycoriella subterranea is een muggensoort uit de familie van de rouwmuggen (Sciaridae). De wetenschappelijke naam van de soort is voor het eerst geldig gepubliceerd in 1844 door Märkel.